# Dynamiske effekter
Dynamiske effekter betegner i økonomisk teori de adfærdsændringer hos borgerne, som et økonomisk indgreb kan afstedkomme. Oftest benyttes begrebet om de ændringer i arbejdsudbuddet, som en skattelettelse kan medføre.
Ændringerne i arbejdsudbuddet kan deles op i en deltagelseseffekt og en timeeffekt. Deltagelseseffekten angiver ændringen i antallet af beskæftigede, når gevinsten ved at arbejde øges gennem en skattelettelse. Timeeffekten angiver ændringen i arbejdstimer blandt de allerede beskæftigede. Timeeffekten kan præges af to modsatrettede effekter. Der kan der være tale om en såkaldt indkomsteffekt, hvor man pga. en øget realløn som følge af skattelettelsen vælger at arbejde mindre (populært kaldet hængekøjeeffekten) eller en substitutionseffekt, hvor man ved udsigten til en højere indkomst erstatter (substituerer) fritid med øget arbejdsudbud.
Da disse effekter er vanskelige at forudsige med sikkerhed, er det omdiskuteret blandt økonomer og politikere, hvorvidt de dynamiske effekter bør indregnes i økonomiske prognoser.